# Synkowce
Synkowce (biał. Сынкаўцы) – wieś w Polsce położona w województwie podlaskim, w powiecie sokólskim, w gminie Nowy Dwór.

## Historia
Według Pierwszego Powszechnego Spisu Ludności w 1921 r. wieś Synkowce liczyła 23 domy, które zamieszkiwało 140 osób (75 kobiet i 65 mężczyzn). Zdecydowana większość mieszkańców miejscowości zadeklarowała wyznanie prawosławne (124 osoby), pozostali natomiast zgłosili wyznanie rzymskokatolickie (16 osób). Podział religijny mieszkańców miejscowości pokrywał się z ich strukturą narodowo-etniczną, gdyż 124 mieszkańców podało białoruską przynależność narodową, a pozostałych 16 polską. We wspomnianym okresie Synkowce znajdowały się w gminie Sidra.
W latach 1975–1998 miejscowość administracyjnie należała do województwa białostockiego.

## Inne
W 2014 r. w Synkowcach dokonano badań etnograficznych pod okiem Stefana Kopy, których owocem było wydanie monografii pt. Pieśni białoruskie Ziemi Sokólskiej. W ramach badań dokonano spisania i digitalizacji ludowych pieśni białoruskich, które giną wraz z odejściem najstarszego pokolenia mieszkańców wsi. Badania zrealizowane zostały dzięki dotacji Ministra Administracji i Cyfryzacji.
Miejscowa społeczność prawosławna podlega parafii św. Mikołaja w nieodległym Nowym Dworze. Natomiast wierni kościoła rzymskokatolickiego należą do parafii Opatrzności Bożej w Siderce.